# Hydromys hussoni
Hydromys hussoni är en däggdjursart som beskrevs av Guy G. Musser och Piik 1982. Hydromys hussoni ingår i släktet australiska vattenråttor, och familjen råttdjur. IUCN kategoriserar arten globalt som otillräckligt studerad. Inga underarter finns listade i Catalogue of Life. Artepitet i det vetenskapliga namnet hedrar zoologen A. M. Husson som är/var kurator vid ett naturhistoriskt museum i Leiden. Han föreslog att den undersökta populationen från västra Nya Guinea skulle godkännas som art.
Arten når en kroppslängd (huvud och bål) av 122 till 171 mm och en svanslängd av 103 till 152 mm. Bakfötterna är 26 till 33 mm långa och öronen är 11 till 14 mm stora. Jämförd med Hydromys ziegleri är pälsen på ovansidan tätare med längre hår. Hydromys hussoni har även en smalare nos (rostrum), ett högre hjärnskal och en svans som är tätare täckt med hår. Pälsen på ovansidan är brun till mörkbrun med några ljusa streck på grund av ljusbruna hårspetsar. Undersidans päls bildas av hår som är grå nära roten och ockra vid spetsen. Hos flera men inte hos alla exemplar är svansens spets vitaktig.
Denna gnagare förekommer in en cirka 1800 meter hög bergstrakt på västra Nya Guinea. Arten lever i skogar och simmar ofta i vattendrag eller insjöar.